# غاريقون مدبب
غاريقون مدبب (الاسم العلمي: Agaricus acutus ) هو نوع الفطريات يتبع جنس الغاريقون من الفصيلة الغاريقونية.